# Jon Lajoie
Jonathan Lajoie (Montreal, Quebec; 21 de agosto de 1980) es un comediante, actor y celebridad de Internet canadiense.

## Primeros años
Lajoie nació y se crio en Saint-Hubert, Quebec. Su padre es franco-canadiense y su madre anglo-canadiense. Se graduó en el Dawson College's en 2001. Desde 1998, ha actuado como un músico anglo-canadiense llamado Thomas Edison en la serie L'auberge du chien noir en la cadena de television Radio-Canada.

## Vídeos de Internet
Lajoie se hizo popular a través del vídeo musical "Everyday Normal Guy" (Un tipo común y corriente), en el que hace un contraste irónico a los raperos típicos, pues canta sobre las actividades cotidianas de su trabajo para una compañía telefónica y sobre su carácter pacífico. Otros videos de Lajoie incluyen The Bastard Breaks Up (El bastardo corta con su chica), "2 Girls 1 Cup Song" (Canción de dos chicas y una copa), Show Me Your Genitals ("Enséñame los genitales"), Sunday Afternoon ("Una tarde de domingo"), y "High as Fuck" (jodidamente fumado). Tres de sus vídeos musicales se han convertido en series de tres partes: "Everyday Normal Guy", fue seguido por "Everyday Normal Guy 2" y "Everyday Normal Crew" (Una pandilla común y corriente), "Show Me Your Genitals" fue seguido por "Show Me Your Genitals 2: E= MC Vagina" y "I Kill People" (Yo mato gente) (bajo el alias de MC vagina), por último, WTF Collective (Colectivo WTF) ha sido continuado por WTF Collective 2 y, recientemente, WTF Collective 3. Sus vídeos han recibido millones de visitas en varios sitios de Internet ("Show Me Your Genitals" cuenta actualmente con más de 60 millones de visitas en YouTube).
Recientemente, Lajoie publicó los vídeos musicales "Alone in the Universe" (Solo en el universo), el cual parodia el estilo de Coldplay, "Michael Jackson is Dead" (Michael Jackson está muerto), una crítica a los que odiaban a Jackson, hasta su muerte y "Radio Friendly Song".
Las letras de las canciones de Lajoie son a menudo parodias de lo cotidiano, como los padres que se quedan en casa, intentos patéticos por tener relaciones sexuales con niñas y hacer tareas en las tardes de domingo. Sus parodias de comerciales ofrecen productos no deseables, como "barbas de pedófilo" y "gafas de violador" o comportamientos humanos comunes como "respirar", "ser gay" y "Que no te importe nada".
Una fuente común de humor en los vídeos de Lajoie es la aparición de su amigo Steve, un hombre con una barba espesa que no habla muy a menudo, excepto para decir la frase: "¿Quieres un poco de esto, perra?" En "Una pandilla común y corriente", Steve se niega a decir la frase hasta que Lajoie le pague. En el mismo video, Lajoie afirma que a Steve "probablemente le puede dar un infarto en cualquier momento".
Los vídeos de Lajoie también lo retratan como un fan de los Montreal Canadiens, especialmente en el vídeo "los Canadiens contra los Flyers" en el que rescata a una mujer que estaba siendo acosada por un hombre que lleva una camiseta de los Philadelphia Flyers. Al final del vídeo, Lajoie se refiere a Carey Price como "Jesús Price".
Durante una entrevista radiofónica con Christiane Charette para Premiere Chaine, dijo ser un gran admirador de Will Ferrell y Adam McKay (escritor principal de Saturday Night Live durante cinco años). Durante un viaje a Los Ángeles, tuvo la oportunidad de conocer a McKay.

## You Want Some of This?
Lajoie lanzó su álbum debut "You Want Some of This?" el 30 de enero de 2009 con Normal Guy Productions. Cuenta con todas las canciones de sus videos de YouTube lanzados hasta ese momento, más nuevas pistas adicionales.
hasta que comenzó un nuevo disco en marzo del 2010